# Michel Reydellet
Michel Reydellet, né en 1949 à Bourg-en-Bresse,  est un saxophoniste français.

## Biographie
Entré au Conservatoire national supérieur de musique et de danse de Paris en 1967, il obtient en 1971 un Premier Prix à l'unanimité avec félicitations dans la classe de saxophone de Daniel Deffayet, successeur de Marcel Mule. En 1972, un premier prix de musique de chambre dans la classe de Christian Lardé, permet à Michel Reydellet d'entrer en troisième cycle où il se perfectionne de 1972 à 1974.
En 1970, avec trois camarades, il forme le Quatuor de Saxophone de Paris qui effectue de nombreuses tournées dans le monde. En 1978, cette formation obtient le premier prix au Concours international de musique de chambre de Martigny (Suisse).
En 1974, il obtient le certificat d'aptitude à l'enseignement du saxophone et celui relatif à la musique de chambre. Il enseigne actuellement au conservatoire de Grenoble.
A joué et enregistré avec l'orchestre symphonique de la radio bavaroise, l'orchestre symphonique de la radio de Stuttgart, l'orchestre symphonique de Bamberg sous la direction de Georges Prêtre, Stanislaw Skrowaczewski, Erich Leinsdorf, Sir Neville Marriner, Sylvain Cambreling, Gianluigi Gelmetti, Marcello Viotti, Witold Rowicki.